# Вельяминово (Ступинский район)
Вельяминово — посёлок сельского типа в Ступинском районе Московской области в составе Городского поселения Михнево (до 2017 года) (до 2006 года — входил в Татариновский сельский округ).

## Население
| 2002 | 2006 | 2010 |
| ---- | ---- | ---- |
| 262  | ↘210 | ↗237 |

Вельяминово расположено на севере района, недалеко от границы с городским округом Домодедово, высота центра посёлка над уровнем моря — 196 м.
На 2016 год в Вельяминово 12 улиц, 7 переулков, проезд, тупик и 5 садовых товариществ, ранее в посёлке действовала школа, имеется магазин, в Вельяминово находится одноимённая железнодорожная платформа Павелецкого направления Московско-Курского региона Московской железной дороги.